# Easter (album)
Easter – trzeci album Patti Smith nagrany w 1978 r. w Record Plant Studios (Nowy Jork) oraz w House of Music (West Orange).

## Lista utworów
| 1.  | "Till Victory" (Patti Smith, Lenny Kaye)                       | 2:45  |
|     |                                                                |       |
| 2.  | "Space Monkey" (Smith, Ivan Kral, Tom Verlaine)                | 4:04  |
|     |                                                                |       |
| 3.  | "Because the Night" (Smith, Bruce Springsteen)                 | 3:32  |
|     |                                                                |       |
| 4.  | "Ghost Dance" (Smith, Kaye)                                    | 4:40  |
|     |                                                                |       |
| 5.  | "Babelogue" (Smith)                                            | 1:25  |
|     |                                                                |       |
| 6.  | "Rock N Roll Nigger" (Smith, Kaye)                             | 3:13  |
|     |                                                                |       |
| 7.  | "Privilege (Set Me Free)" (Mel London, Mike Leander, Psalm 23) | 3:27  |
|     |                                                                |       |
| 8.  | "We Three" (Smith)                                             | 4:19  |
|     |                                                                |       |
| 9.  | "25th Floor" (Smith, Kral)                                     | 4:01  |
|     |                                                                |       |
| 10. | "High on Rebellion" (Smith)                                    | 2:37  |
|     |                                                                |       |
| 11. | "Easter" (Smith, Jay Dee Daugherty)                            | 6:15  |
|     |                                                                |       |
| 12. | "Godspeed" (Smith, Kral) (bonus na reedycji CD)                | 6:09  |
|     |                                                                |       |
|     |                                                                | 46:27 |
|     |                                                                |       |

## Skład
- Patti Smith – wokal, gitara
- Lenny Kaye – gitara, gitara basowa, wokal
- Jay Dee Daugherty – perkusja, instrumenty perkusyjne
- Ivan Kral – gitara basowa, gitara
- Bruce Brody – instrumenty klawiszowe, syntezator, pianino